# Grobogan (regentschap)
Grobogan is een regentschap (kabupaten) in de Indonesische provincie Midden-Java op Java. Grobogan telt 1.301.000 inwoners en is 1875,85 km² groot, wat neerkomt op een bevolkingsdichtheid van 694 inw./km². De hoofdstad is Purwodadi.

## Onderdistricten
Grobogan behelst 19 onderdistricten (kecamatan):
- Brati
- Gabus
- Geyer
- Godong
- Grobogan
- Gubug
- Karangrayung
- Kedungjati
- Klambu
- Kradenan
- Ngaringan
- Penawangan
- Pulokulon
- Purwodadi
- Tanggungharjo
- Tawangharjo
- Tegowanu
- Toroh
- Wirosari

Brati · Gabus · Geyer · Godong · Grobogan · Gubug · Karangrayung · Kedungjati · Klambu · Kradenan · Ngaringan · Penawangan · Pulokulon · Purwodadi · Tanggungharjo · Tawangharjo · Tegowanu · Toroh · Wirosari
Stadsgemeenten: Magelang · Surakarta · Salatiga · Semarang · Pekalongan · Tegal

Regentschappen: Banjarnegara · Banyumas · Batang · Blora · Boyolali · Brebes · Cilacap · Demak · Grobogan · Japara · Karanganyar · Kebumen · Kendal · Klaten · Kudus · Magelang · Pati · Pekalongan · Pemalang · Purbalingga · Purworejo · Rembang · Semarang · Sragen · Sukoharjo · Tegal · Temanggung · Wonogiri · Wonosobo